# Jaume Albertí Sastre
Jaume Albertí Sastre (Sóller, 1948). Pedagog mallorquí.

## Biografia
Es va formar a l'Escola Normal de Professorat de Palma. Inicià la seva tasca docent a Sóller i el 1972 va ser destinat a l'escola de Deià, on hi va estar 12 anys (1972-1984). El 1981, amb Ramon Bassa, iniciaren les trobades d'Escoles Petites i Unitàries, reivindicant el manteniment d'aquesta casta de centres, que anaven desapareixent a favor de la concentració escolar. Va ser impulsor de les tècniques Freinet a Mallorca. Va ser professor dels CEIP "Es Puig" de Sóller i director del Centre de Recursos Pedagògics de Sóller. Entre altres projectes didàctics destaca el «català-rock», un mètode per aprendre ortografia a partir de les lletres de cançons rockeres i la realització d'experiències didàctiques innovadores, com la que va dur a terme en el camp de l'astronomia.

## Obra
Ha escrit "Expressió escrita i creativitat infantil. Autoaprenentage de la lectura i escriptura" (1981), "A coll i mè a les tres" (1982), "Les Escoles Petites a Mallorca" (1985) amb Ramon Bassa, "La gran encletxa" (1994), "Joc de línies" (2003), "Ses cabresres des sol" (2003). També ha treballat la història de la pedagogia a Sóller amb "Escoles i serveis educatius de la comarca de Sóller durant el segle XX" (2010). Ha dirigit "Bones dents", col·lecció de llibres de lectura per a l'EGB elaborats pels alumnes de l'escola de Deià.

## Reconeixements
El 1993 se li va concedir el Premi Francesc de Borja Moll de l'Obra Cultural Balear. L'any 2004 va rebre el Premi de Reconeixement de Mèrits de can Dulce per la seva trajectòria i important tasca en favor de la llengua catalana a l'escola.